# Schlacht bei Döffingen
Die Schlacht bei Döffingen ereignete sich am 23. August 1388 und markiert den kriegerischen Schlusspunkt einer Reihe von Feindseligkeiten zwischen den Städtebünden, namentlich dem Schwäbischen Städtebund auf der einen und den Ritter- und Fürstenbünden auf der anderen Seite, die wiederum stark durch die Aktivitäten des Grafen Eberhard II. von Württemberg beeinflusst waren.
Döffingen ist heute ein Ortsteil von Grafenau.

## Vorgeschichte
Die Städtebünde entstanden als militärische Bündnisse von Reichsstädten. Insbesondere kleine und mittelgroße waren in Sorge, vom stets in Geldnöten befindlichen Kaiser an Geldgeber verpfändet oder gar verkauft zu werden. Damit wären sie möglicherweise in die direkte Unterstellung des Landesfürsten geraten und ihrer bisherigen Privilegien ledig geworden. Zielsetzung war deshalb die Sicherung der reichsstädtischen Freiheitsrechte. Das Bündnis richtete sich damit auch gegen die Bestrebungen der jeweiligen Landesfürsten zur territorialen Ausdehnung Bayerns, Württembergs, Österreichs und weiterer aufkommender Territorialstaaten.
In Württemberg war das Verhältnis der oberschwäbischen Reichsstädte zu Graf Eberhard II. besonders belastet, weil er der Arrondierung seines Besitzes um einzelne Reichsstädte keineswegs abgeneigt war. Oberschwäbische Reichsstädte unter der Führung von Ulm fanden sich am 4. Juli 1376 zum Schwäbischen Städtebund zusammen. Schon ein Jahr später kam es zur Schlacht bei Reutlingen, welche die Streitmacht von Reutlingen siegreich gegenüber Graf Eberhards Sohn, Ulrich von Württemberg, bestand.
In den Folgejahren wuchs der Städtebund um weitere Mitglieder. 1381 kam es nach dem Zusammengehen mit dem Zweiten Rheinischen Städtebund zur Bildung des Süddeutschen Städtebundes. Die Territorialherren ihrerseits vereinten sich 1383 zum „Nürnberger Herrenbund“. Der römisch-deutsche König Wenzel kümmerte sich erst spät um diese widerstrebenden Interessen. Dem Städtebund gehörte auch Erzbischof Pilgrim II. von Salzburg an, der in einen Streit mit Herzog Stephan III. von Bayern verwickelt war. Der Erzbischof wurde 1387 von den bayerischen Herzögen gefangen genommen. Die Weigerung, den Erzbischof wieder freizulassen, löste den Bündnisfall im Städtelager und damit den bewusst provozierten Städtekrieg mit Bayern aus.

## Die Schlacht

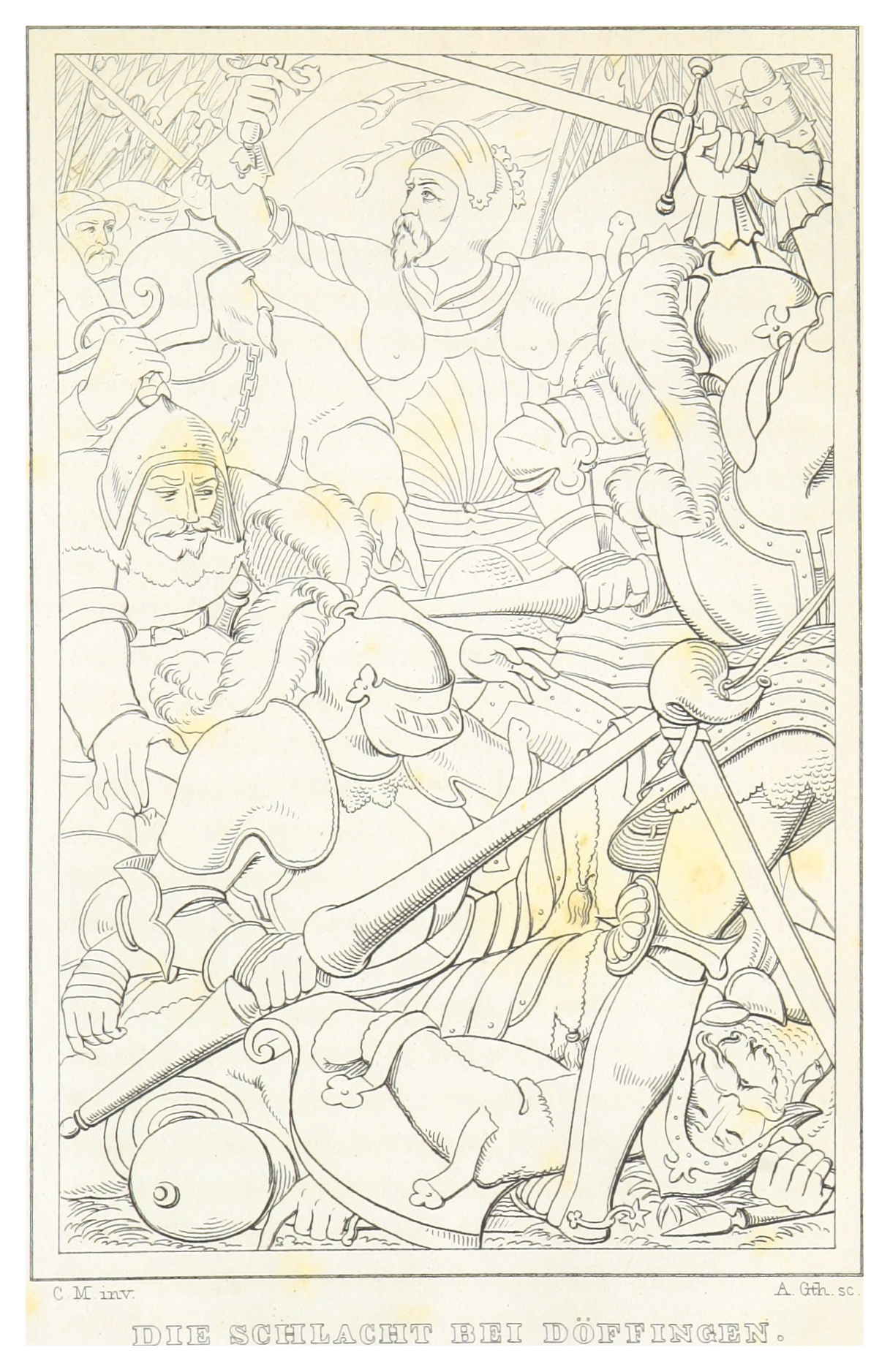
Illustration aus Zimmermanns Die Geschichte Würtembergs (1836)

Augsburg und Ulm unternahmen nach einem Beschluss des Städtebundes einen Feldzug gegen Graf Eberhard II. Das Heer des Städtebundes, kommandiert vom Ulmer Hauptmann Konrad Besserer, rückte über Esslingen bis nach Weil der Stadt vor. Auf einer großen Wiese zwischen Heimsheim und Mühlhausen ist noch ein Befestigungswall aus dieser Zeit zu erkennen. Auf ihrem Zug zündeten die Söldner und Kriegsknechte Kornfelder an, schädigten die württembergischen Bauern durch Plünderungen und Raub des Viehs und zerstörten Gehöfte.
Die Kunde von anrückenden Feinden verbreitete sich rasch, und die Bauern aus der Umgebung von Döffingen suchten auf dem dortigen, von einer Mauer geschützten Friedhof mit ihrer nötigsten Habe vor der Soldateska Schutz. Im Mittelalter galt die Übereinkunft, dass Friedhöfe als „Freistatt“, also eine kampffreie Zone, anzusehen seien. Doch das scherte die aus Weil der Stadt kommenden Kriegshaufen nicht. Sie belagerten Döffingen mitsamt seinem Friedhof.
Graf Eberhard war inzwischen nicht untätig geblieben. Er hatte ein Heer mit Rittern, Knechten und ihm ergebenen Bauern bei Leonberg aufgestellt. Diese Truppe zog am 23. August nach Döffingen. Wegen spärlicher Quellenlage gibt es über den dortigen Schlachtverlauf nur wenige Informationen.
Die Vorhut wurde von Ulrich von Württemberg mit etwa 50 Mitstreitern geführt. Wohl vom Ehrgeiz gepackt, seine alte Niederlage wieder gutzumachen, stürzte er sich mit seinen Mannen auf die Feinde. Die Attacke kostete ihn das Leben (siehe Ulrichstein) und auch seine Mitstreiter wurden von städtischen Kämpfern vollständig aufgerieben. Das Hauptheer Graf Eberhards begann anschließend eine verlustreiche Schlacht mit den urbanen Kriegsleuten. Ihr Städtehauptmann Konrad Besserer kam dabei zu Tode. Als der Herrenberger Vogt Werner von Rosenfeld, von Süden kommend, im Rücken des Städteheeres mit einer kleinen Mannschaft in das Kampfgetümmel eingriff, brach Verwirrung in den feindlichen Reihen aus. Die Söldner der Städte flüchteten nunmehr hinter die sicheren Mauern von Weil der Stadt.
Die Verluste des Städtebundheeres werden mit mehr als 1000 Personen beziffert. Die Leichen der württembergischen Streitmacht sollen mit 40 Wagenladungen abtransportiert worden sein, was etwa 600 Tote gewesen sein könnten.
Die militärischen Auseinandersetzungen in der Rivalität zwischen Städtebünden und Territorialherren hatten nun ihren kriegerischen Höhepunkt erreicht. Dem Heer Graf Eberhards II. von Württemberg sollen auch Pfalzgraf Ruprecht, Burggraf Friedrich von Nürnberg, Graf Albrecht III von Löwenstein-Schenkenberg und andere Adlige angehört haben.

## Folgen
Die oberdeutschen Städte konnten sich von diesem Blutzoll nicht erholen und waren außerstande, bald ein erneutes Heer aufzubieten. Weil kurz darauf auch die Truppen der rheinischen Städte am 6. November 1388 bei Worms gegen Pfalzgraf Ruprecht den Kürzeren zogen, setzte ein Machtverfall kleinerer Reichsstädte ein. Bei der Vielzahl der großflächig verteilten Städte waren die Interessen wohl auch schwer unter einen Hut zu bringen. Im vom römisch-deutschen König Wenzel ausgehenden Landfrieden von Eger, den die meisten Reichsstädte nach seinem Zureden unterzeichneten, wurden alle Städtebünde für die Dauer seiner Gültigkeit untersagt. Die Territorialherren gingen letztlich gestärkt aus dem Streit hervor.